# Ryosuke Matsuoka
Pour les articles homonymes, voir Matsuoka.
Ryosuke Matsuoka (松岡 亮輔, Matsuoka Ryosuke) est un footballeur japonais né le 23 octobre 1984. Il évolue au poste de milieu de terrain.